# Filip Krajinović
Filip Krajinović (in serbo Филип Крајиновић?; Sombor, 27 febbraio 1992) è un ex tennista serbo.
Ha raggiunto il miglior piazzamento in singolare nella classifica ATP al nº 26, il 23 aprile 2018. Il suo miglior risultato individuale è stata la finale del Masters 1000 di Parigi 2017. Ha giocato altre 4 finali nel circuito maggiore e una semifinale di Coppa Davis con la nazionale serba.

## Biografia
Filip Krajinovic è figlio di Vera e Stipan Krajinović, ed è di discendenza croata. Ha un fratello, Damir, e una sorella, Katarina, Ha iniziato a giocare a tennis a cinque anni. Si è allenato in gioventù presso la Nick Bollettieri Tennis Academy, oggi nota come IMG Academy a Bradenton, negli USA.

## Carriera

### 2006-2008: carriera junior
Krajinović inizia a giocare a tennis sui campi di tennis del TK Žak. Nel 2006, raggiunge il quarto round dell'Orange Bowl, perdendo contro Bernard Tomic. A 14 anni si trasferisce a Bradenton in Florida per frequentare la Nick Bollettieri Tennis Academy, oggi nota come IMG Academy. Nel 2008, vince un titolo junior a Loverval in Belgio. Raggiunge il terzo turno degli Open di Francia, perdendo contro Evgeny Donskoy, le semifinali di Wimbledon contro Grigor Dimitrov, futuro vincitore, e dello US Open contro Devon Britton, a livello Juniores.
Krajinović vince nel corso dell'anno anche quattro titoli junior di singolare a Pančevo, Atlanta, in una cittadina del Texas e a Boca Raton.
Nel corso della sua carriera da junior, ha ottenuto un record di vittorie-sconfitte di 54–9 in singolare, raggiungendo il nº 6 nella classifica mondiale combinata junior nel febbraio 2009.

### 2009: esordi
Krajinović debutta professionalmente sedicenne nel 2008 nel torneo Futures a Miami Beach, in Florida, perdendo al primo turno. Gioca molti altri Futures e Challengers, ottenendo il suo miglior risultato nella semifinale a Knoxville, quando, dopo aver battuto l'allora nº 83 al mondo Kendrick, prima vittoria contro un top100, si ritira dalla semifinale contro Bobby Reynolds a causa di un infortunio al piede. Nel febbraio 2009, Krajinović gioca le qualificazioni ai Pacific Coast Championships, ma perde al primo turno. A marzo è convocato per la Coppa Davis contro la Spagna, ma non gioca nessun incontro. Ad aprile disputa le qualificazioni del torneo di Houston, dove viene eliminato a un passo dal tabellone principale da Michael Russell in due set. Krajinović riceve una wild card per il tabellone principale del Serbia Open, perdendo contro Marcel Granollers in tre set al primo turno. In estate, raggiunge la finale di tre tornei, un Futures, a Chico, un altro a Rochester, e in un Challenger a San Sebastián.

### 2010-2014: infortunio alla spalla, rientro, due titoli Challenger, top 100.
Nel marzo 2010, Krajinović ha giocato le qualificazioni per il Indian Wells Open, sconfiggendo l'ex campione dell'Open di Francia Gastón Gaudio. In seguito riceve diverse wild-card che non sfrutta, fino a quella assegnatagli per il Serbia Open. Qui Krajinović ottiene la sua prima vittoria nell'ATP World Tour (su Evgeny Donskoy). Subito dopo sconfigge Horacio Zeballos al secondo turno e vince il primo set contro la prima testa di serie e nº 2 del mondo Novak Djokovic nei quarti di finale quando Djokovic si ritira. Accede così alla semifinale contro l'eventuale vincitore del torneo, Sam Querrey. Questo risultato insieme al raggiungimento della finale del challenger di Kosice, gli valgono l'ingresso in top200, alla 170ª posizione.
Nel 2011 salta una buona parte della stagione per via di un infortunio alla spalla che si trascinava dall'anno precedente e, nonostante provi a ritornare sui campi di gioco, decide infine di operarsi.
Nel 2012 ritorna in campo a febbraio senza nemmeno un punto in classifica, ricominciando dai tornei ITF, e da aprile nei challenger. Riceve quindi un invito a partecipare al tabellone principale del Madrid Open dove viene fermato al secondo turno da Ferrer. Partecipa quindi al Roland Garros passando dalle qualificazioni, senza tuttavia andare oltre il primo turno. L'anno successivo continua ad avere una stagione senza particolari successi, risalendo lentamente in classifica dal nº 1403 fino alla top 200. Nel 2014, giunge ad un picco di forma che gli consente di vincere il suo primo torneo da professionista all'ITF $15.000 di Harlingen, negli USA; un altro a Little Rock; e di arrivare in finale contro Kyrgios nel Challenger di Sarasota, in tre settimane successive. Grazie a questi successi rientra in top 200. A giugno vince un altro challenger, a Vicenza, mentre aggiunge pure delle vittorie prestigiose ad Amburgo su Fognini, che lo apostrofa "zingaro" ricevendo sanzioni dall'ATP, e su Struff, dopo aver raggiunto il tabellone principale dalle qualificazioni. La settimana successiva fa suo anche il Challenger di Cortina. Grazie a questi risultati entra in top 100.

### 2015-2016: due titoli Challenger, infortunio al gomito, uscita dalla top200.
Dopo una prima parte del 2015 con scarsi risultati, in cui tuttavia, in virtù dei risultati conseguiti l'anno precedente, raggiunge la sua migliore posizione al n. 86, a cui si aggiungono le vittorie nel Challenger di Braunschweig battendo Mathieu in finale, e un mese più tardi il titolo del medesima categoria a Cordenons. Partecipa direttamente e per la prima volta a tutti e quattro i Major senza più passare per qualificazioni e/o wild card. ottenendo anche la sua prima vittoria nel main draw dell'US Open contro Alejandro Gonzalez. Conclude la stagione con una finale Challenger persa da Delbonis a Roma.
Nel 2016 arriva a disputare due finali Challenger perse a Roma contro Edmund, e a Manerbio contro Leonardo Mayer. Dopo il ritiro al Challenger di Como, chiude la stagione anticipatamente a settembre per un infortunio al gomito, uscendo dalla top 200 a fine stagione, alla posizione n.237.
Raggiunge entrambi gli anni, insieme alla squadra serba, nei quarti di finale della Davis Cup.

### 2017: finale al Masters di Parigi, semifinale Coppa Davis
Nel 2017 vince cinque titoli del Challenger Tour, tutti su terra battuta: a Heilbronn, Marburgo, Biella, Roma, e Almaty. Disputa insieme alla squadra serba le semifinali di Coppa Davis. A fine stagione partecipa al Masters di Parigi, dove si qualifica per la seconda volta dell'anno al tabellone principale di un torneo ATP. Dopo aver sconfitto Sugita, Querrey e Mahut, si avvantaggia del walkover del nº 1 del mondo, Rafael Nadal, ritirato ai quarti per via di un infortunio. Batte poi Isner in semifinale, diventando il primo qualificato a raggiungere la finale a livello Masters da Janowicz nel 2012. Perde il titolo in tre set contro Sock, dopo aver vinto il primo. Chiude la stagione con il best-ranking al nº 33 del mondo.

### 2018: best ranking, infortunio alle gambe
Inizia male l'anno infortunandosi al tendine d'Achille a Doha, dove esce all'esordio. Costretto a saltare gli Australian Open, al suo rientro, un mese dopo, riacquista gradualmente un'ottima forma in campo, passando dagli ottavi di Rotterdam, contro Dimitrov, ai quarti di Marsiglia, fino alle semifinali di Dubai in entrambi i casi fermato da Pouille. A questi risultati si aggiungono i sedicesimi di Indian Wells, e specialmente gli ottavi a Miami, fermato da del Potro. Il 23 aprile 2018 conquista il 26º posto ATP, sua migliore posizione. A causa di un infortunio al piede è costretto a saltare buona parte della stagione. Ritorna in campo conquistando, in autunno, i quarti di finale al China Open 2018 persi sempre contro del Potro.

### 2019-2020: due finali, quarti nel Masters, e ritorno tra i primi 30
Apre il 2019 agli Australian Open e raggiunge il terzo turno, suo miglior risultato di sempre nello Slam oceanico. In seguito aiuta la Serbia a qualificarsi per le finali della Coppa Davis a novembre. A febbraio perde nei quarti di finale a Montpellier contro Berdych. Raggiunge gli ottavi a Indian Wells con le vittorie su David Goffin e Daniil Medvedev e viene eliminato da Rafael Nadal. A Miami perde nei sedicesimi contro Federer. Un mese dopo perde la finale al Challenger di Sophia Antipolis contro Dustin Brown, e quella al torneo ATP di Budapest contro Berrettini. Vince il titolo al Challenger di Heilbronn e viene sconfitto al terzo turno agli Open di Francia da Tsitsipas. Prolunga il momento positivo sulla terra spingendosi fino ai quarti anche ad Amburgo e cede ad Alexander Zverev. Dopo i negativi risultati conseguiti in estate, ritrova i quarti di finale sul cemento indoor di Metz, che fa da preludio all'altra finale stagionale a Stoccolma persa contro Shapovalov. Chiude la stagione con i quarti di Basilea persi contro Tsitsipas.
A febbraio 2020 raggiunge le semifinali prima a Montpellier, e poi a Rotterdam dopo aver battuto Andrey Rublev in due set nei quarti di finale. In entrambe le occasioni viene fermato da Gaël Monfils. Al rientro dopo la pausa dovuta alla pandemia di COVID-19, raggiunge i quarti a Cincinnati, dopo aver sconfitto il nº 3 del mondo Dominic Thiem, nella sua prima vittoria contro un top 10 in 10 anni. Perde contro Milos Raonic nei quarti di finale in tre set, nonostante avesse avuto un match point nel terzo set. Agli US Opene esce ai sedicesimi, suo miglior risultato nello Slam newyorchese, mentre agli Internazionali d'Italia cede negli ottavi contro Djokovic.

### 2021: finale ATP 500
Krajinović iniziato la stagione all'ATP Cup, gioca solo un doppio in coppia con Novak Djokovic e battono il duo Raonic/Shapovalov, vincendo lo spareggio contro il Canada. Nonostante la vittoria, la Serbia non supera il girone. Da testa di serie agli Australian Open raggiunge il terzo turno, suo miglior risultato nello Slam oceanico, perdendo in cinque set contro il futuro finalista Medvedev. A Dubai arriva al terzo turno e perde contro il qualificato e futuro finalista Lloyd Harris.
Inizia la stagione sulla terra battuta al Monte-Carlo Masters, e al terzo turno viene sconfitto dal campione in carica Fabio Fognini. Al Serbia Open cede nei quarti di finale contro la seconda testa di serie, nº 10 del mondo e futuro campione Matteo Berrettini. Ad Amburgo sconfigge il nº 4 del mondo Tsitsipas, ai quarti di finale. Batte poi il connazionale Laslo Djere in semifinale, raggiungendo la quarta finale ATP di singolare della sua carriera, dove perde contro Pablo Carreño Busta. Ottiene quindi i quarti ad Umag, contro il futuro campione Carlos Alcaraz, e a Kitzbühel contro Rinderknech. Nella parte autunnale della stagione, raggiunge la semifinale a Sofia, contro il futuro vincitore Sinner.

### 2022: Prima finale su erba
Inizia il 2022 all'ATP Cup, vince due match in singolare e perde il terzo contro Carreño Busta nella fase a gironi, e la Serbia viene eliminata classificandosi al terzo posto. A Montpellier raggiunge le semifinali e viene sconfitto da Aleksandr Bublik . Agli Internazionali d'Italia batte Rublev al secondo incontro e viene sconfitto nel successivo da Sinner. Agli Open di Francia supera Opelka al primo turno ed esce ancora di scena al terzo per mano di Auger-Aliassime.
Ai Queen's Club Championships raggiunge la sua prima finale su erba battendo Jenson Brooksby, Sam Querrey, Ryan Peniston e la settima testa di serie Marin Čilić, nonostante non avesse mai vinto su erba. In finale cede alla seconda testa di serie, nº 10 del mondo e campione in carica Berrettini. A fine torneo risale in classifica dalla 48ª alla 31ª posizione. Finalista dello scorso anno ad Amburgo, Krajinović viene battuto al secondo turno dal futuro finalista, Alcaraz. Dopo l'uscita al primo turno agli US Open, chiude in anticipo la stagione per problemi di salute.

### 2023-2024: quarti di finale di Pune, fuori forma, uscita dalla top100 e ritiro
Inizia il 2023 al Maharashtra Open di Pune, e perde nei quarti di finale contro il finalista Bonzi. Nel prosieguo della stagione ottiene solo una semifinale contro l'emergente Stricker al Challenger di Praga a maggio. Dopo l'uscita al primo turno degli Open di Francia per mano di Tiafoe, annuncia di prendersi una pausa, e chiude la stagione con largo anticipo. A giugno esce dalla top 100 dopo oltre sei anni di permanenza e chiude il 2023 al 311º posto.
Nel 2024 ricomincia superando le qualificazioni al Challenger di Coblenza ed esce al secondo turno contro Nakashima. In seguito non supera mai le qualificazioni nei tornei del circuito maggiore e  nei tabelloni principali dei tornei Challenger vince solo due incontri. Ad agosto si ritira dalle competizioni all'età di 32 anni dopo l'eliminazione nelle qualificazioni agli US Open.

## Statistiche

### Singolare

#### Finali perse (5)
| Legenda              |
| Grande Slam (0)      |
| ATP Finals (0)       |
| ATP Masters 1000 (1) |
| ATP Tour 500 (2)     |
| ATP Tour 250 (2)     |

| N. | Data            | Torneo                                           | Superficie  | Avversari in finale | Punteggio     |
| 1. | 5 novembre 2017 | Pacific Coast ChampionshipsParis Masters, Parigi | Cemento (i) | Jack Sock           | 7–5, 4–6, 1–6 |
| 2. | 28 aprile 2019  | Hungarian Open, Budapest                         | Terra rossa | Matteo Berrettini   | 6–4, 3–6, 1–6 |
| 3. | 20 ottobre 2019 | Intrum Stockholm Open, Stoccolma                 | Cemento (i) | Denis Shapovalov    | 4–6, 4–6      |
| 4. | 18 luglio 2021  | Hamburg European Open, Amburgo                   | Terra rossa | Pablo Carreño Busta | 2–6, 4–6      |
| 5. | 19 giugno 2022  | Queen's Club Championships, Londra               | Erba        | Matteo Berrettini   | 5–7, 4–6      |

## Risultati in progressione
| Sigla | Risultato               |
| ----- | ----------------------- |
| V     | Vincitore               |
| F     | Finalista               |
| SF    | Semifinalista           |
| O     | Oro olimpico            |
| A     | Argento olimpico        |
| SF    | Bronzo olimpico         |
| QF    | Quarti di Finale        |
| 4T    | Quarto turno            |
| 3T    | Terzo turno             |
| 2T    | Secondo turno           |
| 1T    | Primo turno             |
| RR    | Round Robin             |
| LQ    | Turno di qualificazione |
| A     | Assente                 |
| ND    | Non disputato           |

| Legenda superfici    |
| -------------------- |
| Cemento              |
| Terra battuta        |
| Erba                 |
| Superficie variabile |

### Singolare
| Tornei Grande Slam         |     |     |     |     |     |     |     |     |     |     |     |     |     |     |     |       |
| Australian Open, Melbourne | A   | A   | A   | A   | Q1  | 1T  | 1T  | A   | A   | 3T  | 2T  | 3T  | 1T  | 1T  | A   | 5-7   |
| Open di Francia, Parigi    | A   | A   | 1T  | A   | Q3  | 1T  | A   | Q2  | A   | 3T  | 1T  | 2T  | 3T  | 1T  | Q2  | 5-7   |
| Wimbledon, Londra          | Q1  | A   | Q1  | A   | Q2  | 1T  | A   | Q1  | 1T  | 1T  | ND  | 1T  | 2T  | A   | A   | 1-5   |
| US Open, New York          | Q2  | A   | A   | A   | 1T  | 2T  | A   | Q2  | 1T  | 1T  | 3T  | 1T  | 1T  | A   | Q1  | 3-7   |
| Vittorie-Sconfitte         | 0-0 | 0-0 | 0-1 | 0-0 | 0-1 | 1-4 | 0-1 | 0-0 | 0-2 | 4-4 | 3-3 | 3-4 | 3-4 | 0-2 | 0-0 | 14-26 |

### Doppio
| Tornei Grande Slam         |     |     |     |     |     |     |     |     |     |      |
| Australian Open, Melbourne | A   | A   | A   | A   | A   | A   | A   | 1T  | 1T  | 0-2  |
| Open di Francia, Parigi    | A   | 1T  | A   | A   | A   | 1T  | A   | 1T  | 1T  | 0-4  |
| Wimbledon, Londra          | A   | A   | A   | A   | A   | 1T  | ND  | 1T  | A   | 0-2  |
| US Open, New York          | A   | A   | A   | A   | 1T  | A   | A   | 1T  | A   | 0-1  |
| Vittorie-Sconfitte         | 0-0 | 0-1 | 0-0 | 0-0 | 0-1 | 0-2 | 0-0 | 0-4 | 0-2 | 0-10 |

## Vittorie contro giocatori top 10
| Anno     | 2010 | 2011 | 2012 | 2013 | 2014 | 2015 | 2016 | 2017 | 2018 | 2019 | 2020 | 2021 | 2022 | Totale |
| -------- | ---- | ---- | ---- | ---- | ---- | ---- | ---- | ---- | ---- | ---- | ---- | ---- | ---- | ------ |
| Vittorie | 1    | 0    | 0    | 0    | 0    | 0    | 0    | 0    | 0    | 0    | 1    | 1    | 1    | 4      |

| #    | Giocatore          | Rank | Evento                              | Superficie  | Turno | Punteggio     | Rank Filip Krajinović |
| ---- | ------------------ | ---- | ----------------------------------- | ----------- | ----- | ------------- | --------------------- |
| 2010 |                    |      |                                     |             |       |               |                       |
| 1.   | Novak Đoković      | 2    | Serbia Open, Belgrado               | Terra rossa | QF    | 6–4, rit.     | 319                   |
| 2020 |                    |      |                                     |             |       |               |                       |
| 2.   | Dominic Thiem      | 3    | Western & Southern Open, Cincinnati | Cemento     | 2T    | 6–2, 6–1      | 32                    |
| 2021 |                    |      |                                     |             |       |               |                       |
| 3.   | Stefanos Tsitsipas | 4    | Hamburg European Open, Amburgo      | Terra rossa | QF    | 3–6, 6–1, 6–3 | 44                    |
| 2022 |                    |      |                                     |             |       |               |                       |
| 4.   | Andrej Rublëv      | 7    | Internazionali d'Italia, Roma       | Terra rossa | 2T    | 6–2, 6–4      | 54                    |